# Lusa (kulle)
Lusa är en kulle i Antarktis. Den ligger i Östantarktis. Norge gör anspråk på området. Toppen på Lusa är 2 324 meter över havet.
Terrängen runt Lusa är platt åt sydost, men åt nordväst är den kuperad. Trakten är obefolkad. Det finns inga samhällen i närheten.